# 時間問題
理論物理學中，時間問題乃廣義相對論與量子力學間對於時間的概念衝突。量子力學中，時間的流動被視為絕對與同一的；廣義相對論中，時間的流動則是相對且受到環境的影響。此一問題涉及了物理學中，時間究竟為何？它是否是一真實存在、獨一的現象。另外時間似乎只有單方向的流動也是一個探討的主題，儘管目前不存在有一微觀的物理定律要求時間的單一流向。對巨觀系統來說，時間的流向則直接連結到一些第一原理，比如熱力學第二定律。

## 量子力學中的時間
在古典力學中，時間被賦予特殊角色，它被視為一個背景參數，在探討系統之外。在建構量子力學的標準過程中，如此的處理也被保留。實際上，這樣的處理方式與量子力學的主流哥本哈根詮釋交織在一起：所有對可觀測量的測量都是某個時刻進行的，而各種測量的結果有其一定的機率。
狹義相對論改變了對於時間的觀念。但對與某一選定參考系為靜止的觀察者而言，他或她的時間（「原時」概念）仍顯示為一個獨特、外在、全域的參數。牛頓力學觀點的時間在狹義相對論體系中呈現了一定程度的保留。

## 廣義相對論中絕對時間觀的顛覆
隨著廣義相對論的發表，時空不再是一絕對、靜態的實體，而是動態的；重力即是時空幾何形狀的表現。

物質與時空有所互動：
時空告訴物質如何運動；物質告訴時空如何扭曲。——約翰·惠勒，《Geons, Black Holes, and Quantum Foam》，235頁。
此外，時空也可與自身發生交互作用，即重力波。時空的動態本質對於時間觀產生了廣大的影響。